# Metioche
Metioche is een geslacht van rechtvleugeligen uit de familie krekels (Gryllidae). De wetenschappelijke naam van dit geslacht is voor het eerst geldig gepubliceerd in 1877 door Stål.

## Soorten
Het geslacht Metioche omvat de volgende soorten:
- Metioche apicalis Chopard, 1930
- Metioche baroalbae Otte & Alexander, 1983
- Metioche bicolor Stål, 1861
- Metioche bimaculata Chopard, 1952
- Metioche bolivari Chopard, 1968
- Metioche boliviana Chopard, 1956
- Metioche chamadara Sugimoto, 2001
- Metioche comorana Chopard, 1956
- Metioche fascithorax Chopard, 1929
- Metioche flavipes Brunner von Wattenwyl, 1878
- Metioche fusca Chopard, 1917
- Metioche fuscicornis Stål, 1861
- Metioche fusconatata Chopard, 1934
- Metioche gigas Bolívar, 1900
- Metioche haani Saussure, 1878
- Metioche japonicum Ichikawa, 2001
- Metioche kotoshoensis Shiraki, 1930
- Metioche kuthyi Chopard, 1927
- Metioche lateralis Chopard, 1927
- Metioche lesnei Chopard, 1935
- Metioche luteolus Butler, 1876
- Metioche machadoi Chopard, 1962
- Metioche maorica Walker, 1869
- Metioche massaicum Sjöstedt, 1910
- Metioche minuscula Chopard, 1962
- Metioche monteithi Otte & Alexander, 1983
- Metioche nigra Chopard, 1927
- Metioche nigripes Chopard, 1926
- Metioche ocularis Saussure, 1899
- Metioche pallidicornis Stål, 1861
- Metioche pallidinervis Chopard, 1928
- Metioche pallipes Stål, 1861
- Metioche perpusillum Bolívar, 1912
- Metioche peruviana Chopard, 1956
- Metioche quadrimaculata Chopard, 1952
- Metioche schoutedeni Chopard, 1934
- Metioche sexmaculata Chopard, 1952
- Metioche substriata Chopard, 1962
- Metioche tacitus Saussure, 1878
- Metioche vittaticollis Stål, 1861
- Metioche payendeei Hugel, 2012
- Metioche superbus Hugel, 2012